# Kościół śś. Piotra i Pawła w Raszkowie
Kościół śś. Piotra i Pawła w Raszkowie – zabytkowy kościół we wsi Raszków (województwo dolnośląskie).
Kościół filialny parafii w Ścinawce Średniej wybudowany w pierwszej połowie XVI w., przebudowany w 1689-90 i w początku XIX w.
Świątynia jest częścią zespołu kościelnego, w skład którego wchodzą jeszcze:
- budynek bramny z dzwonnicą i kaplicą z XVI w., XIX  w.
- cmentarz kościelny
- mur cmentarny z XVI w.[1]